# 泉麻人
泉 麻人（いずみ あさと、本名：朝井 泉〈あさい いずみ〉、1956年4月8日 - ）は日本の作家、コラムニスト、気象予報士。

## 来歴

### 生い立ち
東京都新宿区の住宅街である中落合で育つ。父親は慶應義塾高等学校の数学教師であった。泉自身も中学（中等部）から慶應義塾に学び、高校在学中はサッカー部に所属していた。
大学在学中の1977年（昭和52年）には、『ほんものは誰だ!』（日本テレビ）に慶應義塾大学広告学研究会部長として出演、1978年（昭和53年）春には 『全日本パロディ放送広告賞』を受賞、友人とともに『11PM』（日本テレビ）に出演。

### 職歴
大学卒業後の1979年（昭和54年）4月に東京ニュース通信社に入社。『週刊TVガイド』の編集部に配属され、NHK担当を約2年務める。編集部の仕事のかたわら、会社に内密で平凡出版（現マガジンハウス）の『POPEYE』などでコラムの執筆を開始する。
1984年（昭和59年）7月に退社してフリーランスとなる。同年10月、作家・田中康夫との共著で『大学・解体新書』を刊行。また同年秋から1994年（平成6年）までの長期連載となる『ナウのしくみ』を『週刊文春』（文藝春秋）に連載を開始し、初期の泉を代表する仕事となる。
また、1986年（昭和61年）TBSのバラエティー番組『テレビ探偵団』に本名でレギュラー出演し、「私だけが知っている」のコーナーを担当した。1998年（平成10年）にはみうらじゅんプロデュース、自身の作詞作曲により『IZUMIN』名義でソロシングルCD「コラムで行こう！」をリリース。カップリングには自身が高校時代に作った曲「25時のシンデレラ」が収録された。さらに天気予報好きが高じて、2005年（平成17年）には気象予報士資格を取得し、その顛末を『お天気おじさんへの道』に著した。

### 作風
デビュー初期は「今現在、若者の間で流行している風俗（ナウ）を面白おかしく、時にシニカルに伝える」当時の若者らしい軽薄調な作品が多かったが、年齢を重ねて行くと自身の幼少期や昭和時代の思い出、鉄道やバスといった交通機関の話題など「近過去のレトロ」や同世代の“ナウ”を得意とするようになった。

### その他
自分の青春のアイドルは栗田ひろみであると公言していた。人生で多くの影響を受けた人物は吉田拓郎。第102代・第103代内閣総理大臣の石破茂は高校時代の同級生で、2年生の時のクラスメートでもある。娘はフリーライター・コラムニストの朝井麻由美。

## 著書
- 『ナウのしくみ』文藝春秋 1985 のち文庫 . ISBN 9784167486020
- 『カジュアルな自閉症』ネスコ 1985
- 『東京23区物語』主婦の友社 1985  のち新潮文庫. ISBN 9784101076126
- 『ナウのしくみ 1987-95』文藝春秋 1986-95　のち文庫「ナウのしくみ2」. ISBN 9784167486037
- 『街のオキテ』新潮社 1986 のち文庫 . ISBN 9784101076119
- 『丸の内アフター5』講談社 1987  のち文庫 . ISBN 9784061846531
- 『あやふやな季節』角川書店 1988  のち文庫. ISBN 9784041748015
- 『リモコン症候群』1988 文春文庫. ISBN 9784167486013
- 『泉麻人のコラム缶』マガジンハウス 1988　のち新潮文庫. ISBN 9784101076140
- 『ヴァンサンカン』角川書店 1989 のち文庫
- 『テン・イヤーズ・ビフォー』光文社 1989 「想い出の定番アワー」角川文庫. ISBN 9784041748046
- 『お子様業界物語』新潮社 1989  のち文庫. ISBN 9784101076157
- 『パーティにようこそ』角川書店 1990 のち文庫. ISBN 9784048725767
- 『B級ニュース図鑑』1990 (新潮文庫). ISBN 9784101076133
- 『コラム百貨店』マガジンハウス 1991  のち新潮文庫. ISBN 9784101076201
- 『泉麻人の僕のTV日記 ちょっといい84の話』文化創作出版 1991 のち新潮文庫. ISBN 4-10-107619-7
- 『東京23区動物探検』講談社 1991  のち文庫
- 『地下鉄の友』扶桑社 1991. ISBN 4-594-00792-9
- 『けっこう凄い人』1992 (新潮文庫). ISBN 9784101076164
- 『C・ジャック』マガジンハウス 1992  のち幻冬舎文庫. ISBN 9784877284053
- 『泉麻人の大宴会』1993 (新潮文庫). ISBN 9784101076188
- 『散歩のススメ』マガジンハウス 1993  のち新潮文庫. ISBN 9784101076232
- 『三十五歳たちへ。』読売新聞社 1993  のち新潮文庫. ISBN 9784101076225
- 『オフィス街の達人』1993　講談社文庫. ISBN 9784061853249
- 『バナナの親子』講談社 1993  のち文庫. ISBN 9784062631846
- 『天使の辞典 コラム年代記』王国社 1994  「コラムダス」新潮文庫. ISBN 9784101076249
- 『30代女たちの日記』中央公論社 1994  のち文庫. ISBN 9784122026421
- 『会社観光』朝日新聞社 1995  のち文庫. ISBN 9784022641724
- 『B級ニュースの旅』1995 (新潮文庫). ISBN 9784101076218
- 『おやつストーリー』オカシ屋ケン太共著（実は単著）1995 (講談社文庫). ISBN 9784061858558
- 『僕がはじめてオクラホマミキサーを踊った日』中央公論社 1995 「僕がはじめてグループデートをした日」文庫. ISBN 9784122029606
- 『地下鉄の友』1995 (講談社文庫). ISBN 9784061858091
- 『新中年手帳』幻冬舎 1996. ISBN 9784877286439
- 『週刊ヱビスランチ』文藝春秋 1996. ISBN 9784163519708
- 『東京タワーの見える島』講談社 1996  のち文庫. ISBN 9784062645942
- 『給水塔の町』角川書店 1996. ISBN 9784048730129
- 『東京自転車日記』新潮社 1997 のち文庫. ISBN 9784101076256
- 『ホームページ秘宝館』文藝春秋 1997. ISBN 9784163531007
- 『新地下鉄の友』扶桑社 1997  「地下鉄の素」. ISBN 9784062648103「地下鉄の穴」. ISBN 9784062648110 講談社文庫
- 『大東京バス案内』実業之日本社 1997 のち講談社文庫. ISBN 9784062731157
- 『家庭の事情』光文社 1998  のち文庫
- 『世紀末B級ニュースファイル』文藝春秋 1999. ISBN 9784163547107
- 『ニッポンおみやげ紀行』大和書房 1999  のち講談社文庫. ISBN 9784062739665
- 『東京マニアック』朝日新聞社 1999  「東京、10の短編とちょっとした観光案内」文庫. ISBN 9784022642684
- 『地下鉄100コラム』扶桑社 1999  のち講談社文庫
- 『たのしい社会科旅行』新潮社 1999
- 『僕の昭和歌謡曲史』講談社 2000 のち文庫
- 『気になる物件』扶桑社 2000
- 『東京少年昆虫図鑑』（挿絵 安永一正）2001 (新潮OH!文庫)
- 『通勤快毒』扶桑社 2001  のち講談社文庫
- 『新・東京23区物語』2001 (新潮文庫)
- 『バスで、田舎へ行く』JTB 2001  のちちくま文庫

雑誌『旅』に連載された。
- 『青春の東京地図』晶文社 2001 のちちくま文庫
- 『昭和遺産な人びと』新潮社 2002
- 『「お約束」考現学』実業之日本社 2003 のちSB文庫
- 『タブロイド時評』講談社 2003
- 『東京ディープな宿』中央公論新社 2003 のち文庫
- 『泉麻人のなつかしい言葉の辞典』三省堂 2003 のちSB文庫
- 『電脳広辞園』アスキー 2003
- 『おじさまの法則』2005 光文社文庫
- 『お天気おじさんへの道』講談社 2005  のち文庫
- 『なぞ食探偵』2005 中公文庫
- 『ありえなくない。』2006 (講談社文庫)
- 『東京検定 ぐんぐん東京力がつく厳選100問』情報センター出版局 2006
- 『東京版アーカイブス 「あの頃のニュース」発掘』朝日新聞社 2007 - 朝日新聞の東京地方面の連載（過去のニュースを発掘するコラム）をまとめたもの。
- 『泉麻人の東京・七福神の町あるき』淡交社 2007
- 『キサナドゥーの伝説』文藝春秋 2008
- 『シェーの時代 「おそ松くん」と昭和こども社会』2008 文春新書
- 『50の生えぎわ』2008 中公文庫
- 『東京ふつうの喫茶店』2010　平凡社
- 『東京考現学図鑑』学研ホールディングス 2011
- 『昭和切手少年』日本郵趣出版 2011
- 『箱根駅伝を歩く』平凡社 2012
- 『東京いつもの喫茶店 散歩の途中にホットケーキ』平凡社 2013
- 『昭和40年代ファン手帳』中公新書ラクレ 2014 . ISBN 9784121504975
- 『大東京23区散歩』講談社 2014　のち文庫
- 『80年代しりとりコラム』竹部吉晃編 ファミマ・ドット・コム 2015
- 『還暦シェアハウス』中央公論新社 2015　のち文庫
- 『僕とニュー・ミュージックの時代 青春のJ盤アワー』シンコーミュージック・エンタテイメント 2016
- 『カラー版 - 東京いい道、しぶい道』中央公論新社　中公新書ラクレ (2017/4/6)
- 『大東京 のらりくらりバス遊覧』イラスト：なかむらるみ　東京新聞出版局 (2018/7/25)
- 『東京23区外さんぽ』平凡社 (2018/10/19)
- 『冗談音楽の怪人・三木鶏郎 :ラジオとCMソングの戦後史』新潮社 (2019/5/22)
- 『昭和50年代東京日記 - city boysの時代』平凡社 (2023/9)

### 共著
- 『大学・解体新書 新々大学案内 "アソビの偏差値"で東京81大学を再編成』田中康夫共著 祥伝社 ノン・ブック 1984
- 『無共闘世代 ウルトラマンと骨肉腫』みうらじゅん共著 朝日出版社 (週刊本)　1985
- 『コンビニエンス物語』いとうせいこう共著 太田出版 1990 のち新潮文庫
- 『日本崖っぷち大賞』みうらじゅん・山田五郎・安齋肇と共著 毎日新聞社 1998
- 『輝け! 日本崖っぷち大賞』みうらじゅん・山田五郎・安齋肇と共著 毎日新聞社 1998
- 『崖っぷちオヤジ―日本崖っぷち大賞完結編』みうらじゅん・山田五郎・安齋肇と共著 毎日新聞社 1999
- 『ナウの蟻地獄 トレンドはどこへ消えた?』渡辺和博共著 ギャップ出版 2001
- 『ホーローの旅』町田忍共著 幻冬舎 2002
- 『オヤジの穴』松苗あけみ共著 ロッキング・オン 2006
- 今和次郎,吉田謙吉『東京考現学図鑑』編著 学研パブリッシング 2011
- 『昭和の東京 加藤嶺夫写真全集』全3巻 川本三郎共監修 デコ 2013
- 『昭和モダンの器たち』佐藤由紀子,クニエダヤスエ,赤堀正俊,到津伸子共著 平凡社 コロナ・ブックス 2006

## 過去掲載のコラム
- 小田急電鉄広報誌「ODAKYU VOICE」『泉麻人の沿線「そぞろ歩き」』（2006年4月 - 2007年）[24]
- 中日本エクシスフリーペーパー高速家族「泉麻人のオミヤゲオーライ」（2007年 - 不明）[25]
- 講談社『東宝 昭和の爆笑喜劇DVDマガジン』[リンク切れ] 本誌内・泉麻人の「ソコモド」（2013年 - 2015年の最終号まで掲載）[26]

## メディア出演

### テレビ
- 泉麻人のウルトラ倶楽部（1987年7月 - 9月 TBS） - 深夜帯に行われた「ウルトラQ」「ウルトラセブン」の再放送。番組冒頭に登場し解説を行う。
- 冗談画報 - フジテレビの深夜番組 - 司会。
- テレビ探偵団 - 本名で出演。1986年10月 - 1988年4月
- TVブックメーカー - フジテレビの深夜番組。
- 出没!アド街ック天国 - 初代「街に詳しいコメンテーター」1995年4月 - 1998年3月、2011年3月ゲスト出演。
- タモリ倶楽部 - 不定期出演。
- 泉麻人&山田玲奈のお天気マニア（MONDO21）
- 泉麻人&町田忍の昭和レトロ・ヒーローズ（MONDO21）
- 課外授業 ようこそ先輩「泉流 街かど発見コラム術」（1999年5月23日 NHK） - 出身小学校で特別授業を行う。[要出典]

### ラジオ
- ラジオほっとタイム - 「ラジオなぞかけ問答」の師範。
- ストリーム - 「コラムの花道」木曜または金曜に不定期出演。

### 映画
- 三大怪獣グルメ（2020年）[27]

## テレビCM
- 週刊TVガイド年末年始合併号（1990年）[28]
- エーザイ ユベロンゴールド（1990年） - 景山民夫などと共演

## DVD
- 懐かしのこども番組グラフィティー ~教室のヒーローたち~
- 懐かしのこども番組グラフィティー ~夕方六時セレクション1~
- 懐かしのこども番組グラフィティー ~夕方六時セレクション2~
- 懐かしのこども番組グラフィティー ~おかあさんといっしょクロニクル~
- 東京風景1 東京ブギウギ 1945〜1955
- 東京風景2 新しき庶民のパノラマワールド 1956〜1961
- 東京風景3 オリンピックへ ! 東京大改造 1962〜1964
- 東京風景4 熱狂の東京パビリオン 1965〜1970
- 東京風景5 東京ホリデー 1971〜1980
- 泉麻人の昭和ニュース劇場 VOL.1 [昭和30年〜34年] 実相寺昭雄とのトーク解説
- 泉麻人の昭和ニュース劇場 VOL.2 [昭和35年〜39年] 実相寺昭雄とのトーク解説
- 泉麻人の昭和ニュース劇場 VOL.3 [昭和40年〜44年][29]
- 泉麻人の昭和ニュース劇場 VOL.4 [昭和45年〜49年]
- 泉麻人の昭和ニュース劇場 VOL.5 [昭和50年〜64年]
- 泉麻人の東京今昔アルバム 新宿編 〜定点撮影〜
- 泉麻人の東京今昔アルバム 渋谷編 〜定点撮影〜